# OpenOffice.org Impress
OpenOffice.org Impress, là một phần của bộ ứng dụng văn phòng OpenOffice.org do Sun Microsystems phát triển. Ngoài khả năng tạo tập tin định dạng PDF cho các bài trình diễn, phần mềm này còn có thể xuất bài trình diễn thành tập tin dạng SWF để có thể chạy trên bất cứ máy tính nào có cài đặt trình chạy Flash. Phần mềm này còn có thể đọc, sửa và lưu các tập tin ở một vài dạng khác, bao gồm cả.ppt của Microsoft PowerPoint.
Nhược điểm của phần mềm này là thiếu các thiết kế trình diễn làm sẵn, mặc dù các template do bên ngoài làm vẫn được cung cấp trên Internet. Một ưu điểm của Impress so với PowerPoint là nó được phân phối dưới giấy phép mã nguồn mở và cho download tự do để sử dụng miễn phí.
Người sử dụng OpenOffice.org Impress có thể cài đặt Open Clip Art Library, để có thêm sưu tập hình cho thiết kế trình diễn và vẽ. Debian, Gentoo, Mandriva và Ubuntu cung cấp gói clip art mở làm sẵn và cho download và cài đặt.
Phát hành theo các điều khoản GNU Lesser General Public Licence, Impress là phần mềm tự do.

### Template và tài nguyên
- Presentation Templates from the official documentation page
- OpenOffice.org Impress Templates
- Extension Repository for OpenOffice

### Hướng dẫn của các bài đọc thêm
- OpenOffice.org 2.x Impress Guide
- First Steps in Impress, updated for OpenOffice.org 2.0
- Differences In Use Between Impress and Powerpoint Lưu trữ ngày 28 tháng 12 năm 2010 tại Wayback Machine
- TuxMagazine issue 10 Lưu trữ ngày 27 tháng 7 năm 2010 tại Wayback Machine (free PDF download after registration)
  - OpenOffice.org 2.0 Impress: the Confusing Duckling Becomes a User-Friendly Swan by Solveig L. Haugland
- Delivering Effective Presentations with OpenOffice.org's Impress
- Linux.com "OpenOffice.org Impress vs. Microsoft PowerPoint, round 2" (2007)
- "Impress has finally achieved total parity in features with PowerPoint" (OpenOffice.org 3.0)